# ユニバーサル・ネットワーキング・ラングエッジ
ユニバーサル・ネットワーキング・ラングエッジ (UNL)とは宣言的な形式言語であり、自然言語の文から抽出される意味論データを表現するべく設計された。また、en: interlingual machine translation （多言語間機械翻訳（のうちでも特に難しいとされている一種である、pivot language方式））のen:pivot languageとして、あるいは情報検索アプリケーションにおける知識表現言語としても利用される。
UNLは、東京にある国際連合大学（UNU）高等研究所（IAS）によって創られ、現在はスイスのジュネーブに拠点を置くUNDL財団によって世界各国から多数の研究者が参加するコミュニティ（UNLソサエティ）を擁して開発が続けられている。

## スコープと目標
UNLの活動は、機械言語および人間言語に依存しない形式で、情報や意味の最も一般的な概念をシンプルに表現することを目指している。言語に依存しない形式においてUNLは、情報のコード化、保管、UNL化の普及を進め、これにより、いかなる言語で記述された文書からも情報の抽出が可能となることを目指す。つまりUNLは言語の障壁を取除くためのスマートなツールの提供しようとするものである。
UNLは一見すると多言語機械翻訳システムのように、対象とする言語に翻訳する前に原文テキストを変換する、即ちインターリングアと似ている。確かにその目的で利用することも可能で、効率的であることも事実だが、UNLの真価は知識を表現することにおいて発揮される。UNL本来の目的は、既存の知識を処理する、あるいは既存のあらゆる言語へ変換を行う基盤となることなのである。
様々な言語において言葉の「完全」な意味を表現可能であると言っても、時間経過に伴い陳腐化する点には留意しなければならない。微妙な差異の区別や解釈によって得られる「完全な意味」はどのような概念であっても、いかなる体系的な手法を用いても、普遍ではなく主観的な面があることは否めない。UNLは単語や文および字句の「完全な意味」を表現しようとすることの危険を避け、高頻度で「中心的」あるいは「通念」と捉えられる意味の表現を対象としている。この意味においては、繊細な詩趣や隠喩、比喩的な言葉、もってまわった表現など複雑であったり間接的であったりするコミュニケーションは、UNLの現在のスコープと目標からは外れている。UNLが主眼を置くのは直接的なコミュニケーションと文字通りの明確な意味であり、日常的な場面での実用的な人のコミュニケーションという具体性を基本とする。

## 構造
UNLでは自然言語が伝える情報を文単位でハイパーグラフを使って表現する。ハイパーグラフは関係子という有向のバイナリラベルが付いたリンクのセットで構成され、ノードまたはハイパー・ノード(ユニバーサル・ワード, 略UW)間の概念を体現する。UWはコンテキスト情報を表現する属性によって注釈を付けることも可能である。
実例として英文の‘The sky was blue?!’のUNL表現を次のように示す。
図中の“sky(icl>natural world)”と“blue(icl>color)”は、個別に概念を現わしている。これら二つの意味が、UWの有向バイナリの意味を表す関係子、“aoj”(= attribute of an object)によって繋がれている。“@def”、“@interrogative”、“@past”、“@exclamation”、“@entry”はUWに情報を追加する属性子である。
UWでは、人が理解しやすいように英語もしくはその他の自然言語によって普遍的な概念を表現する。UWのルートである“headword”と括弧内に付記される“constraint list”で構成される。“constraint list”は“headword”の伝える内容の一般的な概念の曖昧さを除去する役割がある。UWの集合はオントロジーのような構造、所謂UWシステムに整備されており、“icl”(is an instance of)、“iof”(is a kind of)、“eof”(is equal to)の関係子により、上位の概念が下位の概念の曖昧さを除去する。
関係子はあらゆる既存の言語において、語（句）の意味的なリンクを表す。上記の“icl”や“iof”のようにオントロジー的な関係子の他に、 “and”、“or”などの論理、“agt”(agent)、“ins”(instrument)、“tim”(time)、“plc”(place)など主題を表現する関係子がある。現在のUNL仕様では、46種類が規定されており、UNLの統語を定義する。
属性子は、UWの関係子には伝えきれない情報を表現する。通常は、時間（“@past”、“@future”など）、特性（“@def”、“@indef”など）、モーダル（“@can”、“@must”など）、焦点（“@topic”、“@focus”など）を表現する。
UNLプログラムでは、自然言語の文をUNLグラフ化することをエンコンバートと言い、UNLグラフから自然言語を生成することをデコンバートと言う。エンコンバートには、自然言語を解析、理解することが含まれており半自動的に、即ちコンピュータ支援で人手を介して行われるのに対し、デコンバートは完全自動化される見通しである。

## 歴史
UNLプログラムは1996年の発足で、東京にある国際連合大学 の国連大学高等研究所 のイニシアチブで推進された。2001年1月、国際連合大学は、UNLプログラムの開発及び管理を行う目的で、独立運営の組織である、UNDL財団を設立した。財団は国連の関連機関だが、国際連合大学からは独立した非営利の国際機関である。国連大学高等研究所（UNU/IAS）からUNLプログラムの実施を引き継ぎ、そのミッション遂行を委任されている。UNL財団の本拠地はスイスのジュネーブである。
プログラム発足当初から、世界各国、地域の大学研究者の連合がUNL開発に参加した。このコミュニティはUNLソサエティと呼ばれ、研究開発チームはグローバルな規模のネットワークとなった。およそ200名のコンピュータサイエンス及び言語学の専門家が参加して、言語リソースの作成とWeb経由で利用可能なUNLシステムの開発に携わっている。プログラム実施についての技術的なサポート及びコーディネートはUNLセンターが行っている。
UNLプログラムは既にかなりの実績を挙げている。UNLシステムの全体的なアーキテクチャは、必須機能を満たす基本的なソフトウェア群とツール群を搭載してほぼ完成しており、これらは現在テストと改良の段階にある。あらゆる言語のネイティブからこの数年間で収集した膨大な言語リソース及び、UNL表現体系の蓄積があり、更にこれらを拡張する技術的基盤も整備された。従って今後は、更に多くの言語のUNLシステムへの参加を促進していく。UNLについての学術論文や書籍の発行数も毎年増えている状況である。
これまでの最も際立った実績は、2002年5月に認定特許協力条約（PCT）の手続きを経て、世界知的所有権機関（WIPO）にUNLの革新性と産業界への適応性が認定されたことである。国政連合によるUNLの特許取得は非常に革新的な成果である。